# L'Or des mers
L'Or des mers è un film del 1932, diretto da Jean Epstein. 

## Trama
Nell'isola di Hœdic, Qouaurrec è ridotto a mendicare presso la locale esigua popolazione, senza troppo successo; egli manda anche la figlia Soizic a tentare di racimolare qualche cosa da mangiare.
Un giorno Qouaurrec trova, in una zona rocciosa della costa, una scatola metallica contenente qualcosa di luccicante. Qualcuno lo vede, e nel paese si diffonde la voce che la scatola contenesse oro, "o meglio". Tutti allora improvvisamente si dimostrano premurosi verso Qouaurrec, mentre Rémy, un coetaneo di Soizic, si mette a corteggiarla.
Qouaurrec muore, non senza prima aver rivelato alla figlia il luogo in cui ha nascosto la scatola, una zona del litorale resa insidiosa dalle maree.
Rémy e Soizic vogliono sposarsi, ma il padre di Rémy presenta alla ragazza un ultimatum: o gli porterà la scatola nascosta dal padre, o non avrà in sposo il figlio. Soizic accondiscende, e si reca presso il nascondiglio; recupera la scatola, ma poi cade e rimane impantanata sul terreno diventato simile a sabbie mobili, impossibilitata a rialzarsi e proseguire. La scatola si scoperchia, mostrando il suo contenuto di rottami arrugginiti di lattine ed altra paccottiglia di nessun valore, e viene inghiottita dal fondale melmoso prima che giunga Rémy a liberare Soizic.

## Attorno al film
Girato sull'isola bretone di Hœdic, nel dipartimento di Morbihan, il film, uscito in Francia il 5 maggio 1933, è una sorta di docufiction alla maniera di Robert J. Flaherty interpretato da abitanti del posto.
Nel 1982, 50 anni dopo la realizzazione di L'or des mers, il regista Patrick Le Gall ha realizzato il documentario Reflux che si occupa della produzione del film, con interviste agli attori superstiti.